# Blinkende prachtkever
De blinkende prachtkever of bloemenprachtkever (Anthaxia nitidula) is een kever uit de familie van de prachtkevers (Buprestidae).

## Beschrijving
De mannetjes zijn goudgroen, de vrouwtjes meer blauwgroen met een koper-achtige kleur kop en het wat gerimpelde halsschild, beide geslachten hebben een goudglans over het hele lichaam. De prachtige tekening is het best met een loep te bekijken, omdat deze diertjes slechts 5 tot 8 millimeter lang worden en een vrij smal lichaam hebben. De ogen zijn opvallend groot en de antennes kort en duidelijk zaag-achtig gesegmenteerd.

## Algemeen
De blinkende prachtkever is te vinden op bloemen, en op zonnige dagen zijn de kevers massaal op schermbloemigen te vinden. Meestal in de buurt van bossen of boomgaarden, de larven leven namelijk van dood hout onder de schors van fruitbomen zoals kers en pruim, en van de sleedoorn. Ze zijn meerjarig en leven in het begin meer onder de schors en vreten zich later verder het hout in. Het opruimen van dode bomen en gebruik van insecticiden in de fruitteelt zijn waarschijnlijk de oorzaken van het achteruitgaan van de soort, die in tegenstelling tot veel andere warmteminnende soorten juist in aantal afneemt in Nederland in België. De soort is de enige uit het geslacht Anthaxia die in zowel België als (zuidoostelijk) Nederland voorkomt, maar leeft met name in wat warmere streken, van rond het Middellandse Zeegebied tot noordelijk Afrika en Klein-Azië.